# Brda (rivier)
De Brda (Duits: Brahe) is een zijrivier van de Wisła in Noordwest-Polen. De Brda heeft een totale lengte van 238 km en een stroomgebied van 4.627 km², dat geheel in Polen ligt.
De Brda vormt vanaf Bydgoszcz een onderdeel van de verbinding tussen de rivieren Oder en Wisła. Andere delen van deze verbinding zijn de benedenloop van de Warta, de Noteć en het Bydgoszcz-kanaal. Deze waterweg is bevaarbaar voor de CEMT II klasse met een beperkte diepgang.
De monding van de rivier bevindt zich bij Brdyujście, een oostelijk stadsdeel van Bydgoszcz.